# Psittacastis argentata
Psittacastis argentata är en fjärilsart som beskrevs av Edward Meyrick 1921. Psittacastis argentata ingår i släktet Psittacastis och familjen plattmalar. Inga underarter finns listade i Catalogue of Life.